# Gustaf Elofsson
Gustaf Sanfrid Elofsson, född 5 april 1897 i Hallaryds församling, Kronobergs län, död 12 mars 1971 i Vä församling, Kristianstads län, var en svensk lantbrukare och politiker i Bondeförbundet.
Elofsson var ledamot av riksdagens första kammare från 1940 i valkretsen Blekinge och Kristianstads län. Han var även landstingsledamot från 1935.